# Satapatha Brahmana
O Shatápatha bráhmana ("Brâmana das cem partes") é um texto religioso hindu em prosa, em sânscrito, que descreve os rituais e a mitologia associados ao Shukla Yajurveda. Foi composto na primeira metade do primeiro milénio a.C..